# Historia de Canarias (serie)
Historia de Canarias es una serie animada de los años 90 creada basada en Érase una vez el hombre que consta de 52 capítulos cronológicos de una duración de alrededor 12 minutos cada uno. Material de carácter didáctico pero a su vez propagandístico y publicitario, estaba financiada por la Consejería de Turismo y Transportes del Gobierno de Canarias. Fue creada por Claudio Biern Boyd y producida por Saturno cuenta también con las letras de las canciones compuestas por Benito Cabrera e interpretadas por Cali Fernández.

## Sinopsis
Guetón, un viejo perro bardino o majorero, guardián de la historia de Canarias, hace un viaje en el tiempo de 180 millones de años atrás para explicar la evolución del Archipiélago; desde la formación geológica de las Islas, hace 30 millones de años, hasta la época contemporánea pasando por épocas importantes como la Conquista, la piratería, el comienzo del cultivo del plátano, el tomate y las papas o la constitución del Parlamento de Canarias, el 30 de mayo de 1983, motivo por el que se festeja el Día de Canarias.

## Lista de episodios
1. Las Islas que Nacieron del Mar.
2. Siete Hijas del Atlántico; Flora y Fauna .
3. Los Campos Elíseos.
4. La Atlántida y San Borondón.
5. Canarios de Gran Canaria.
6. Guanches de Tenerife.
7. Majos y Majoreros.
8. Áuricas, Gomeros y Bimbaches.
9. La Ocupación Normanda.
10. Los Señores de la Guerra.
11. La Conquista de Gran Canaria.
12. La Conquista de La Palma y Tenerife.
13. La Cultura del Azúcar.
14. Azúcar y Esclavitud.
15. Piratas y Corsarios del siglo XVI.
16. Piratas y Corsarios del siglo XVII.
17. Canarias en el Camino de las Indias.
18. La Sociedad Canaria del siglo XVII: El Malvasía.
19. El Derrame de los Vinos.
20. Los Santos Protectores.
21. La Lucha contra la Pobreza: Los Motines.
22. El Siglo de las Luces.
23. Amigos del País.
24. Ataques Navales del siglo XVIII.
25. La Derrota de Nelson en Santa Cruz de Tenerife.
26. Diputados Canarios en las Cortes de Cádiz.
27. Los Últimos Corsarios.
28. El Trienio Liberal.
29. Los Isleños ante la Emancipación Americana.
30. Los Puertos Francos.
31. La Cochinilla.
32. Las Grandes Migraciones.
33. ¡Qué Vienen los Ingleses!
34. Plátanos, Tomates y Papas.
35. Canarias y el Sahara Español.
36. Canarias, Región Frontera.
37. Los Cabildos Insulares.
38. Submarinos Alemanes en Canarias.
39. La Autonomía Frustrada.
40. La Región Soñada.
41. La Escuela Canaria.
42. La Provincia de las Palmas durante la Segunda República.
43. La Dinámica Republicana en las Canarias Occidentales.
44. La Guerra Civil en Canarias.
45. El Primer Franquismo.
46. Planes Secretos para Invadir Canarias.
47. La Gran Emigración a Venezuela.
48. El Desarrollo Turístico.
49. Folklore y Tradición.
50. La Transición Democrática.
51. Canarias Región Autónoma.
52. Los Ojos del Hemisferio Norte.

## Lista de Referencias
1. 1 2 3 4  «¿Recuerdas la serie de dibujos Historia de Canarias?». La Provincia (Las Palmas de Gran Canaria). 30 de mayo de 2022. Consultado el 22 de noviembre de 2022.
2. ↑  «La historia de Canarias en dibujos animados».
3. ↑  «La serie Historia de Canarias: una propuesta didáctica».
4. ↑  «Historia de Canarias (Serie de TV)».